# Dosis-Längen-Produkt
Das Dosis-Längen-Produkt (DLP) ist eine Maßeinheit in der Dosimetrie und beschreibt die Strahlenbelastung durch eine Röntgenaufnahme mit Hilfe eines Computertomographen. 
Während der CTDI (Computed Tomography Dose Index) lediglich die Höhe der Strahlendosis in einer angenommenen einzelnen Schicht des Computertomographen quantifiziert, wird beim Dosis-Längen-Produkt auch die Größe des bestrahlten Volumens einbezogen. Den Wert des Dosis-Längen-Produkts erhält man durch Multiplikation des CTDI mit der Länge des Untersuchungsvolumens. Die Einheit des DLP ist das mGy*cm (Milli-Gray* Zentimeter). 
Der Index (w bzw. Luft) gibt an, ob das DLP in Luft oder in Wasser bestimmt wurde. Die Unterscheidung ist wichtig, da sich beide Werte erheblich voneinander unterscheiden.